# Carlo Sonzini
Carlo Angelo Sonzini (Malnate, 24 giugno 1878 – Varese, 5 febbraio 1957) è stato un presbitero e giornalista italiano, proclamato venerabile dalla Chiesa cattolica nel 2019.

## Biografia
Carlo Angelo Sonzini nasce a Malnate, in Provincia di Varese, da una famiglia benestante. Compì i primi tre anni di studi ginnasiali presso l'Oratorio San Carlo a Milano, poi passò al seminario San Pietro Martire di Seveso dove terminò il ginnasio e nel 1894 passò al seminario liceale arcivescovile di Monza dove ebbe fra i vari docenti don Luigi Talamoni. Infine, frequentò il Seminario Teologico Maggiore di Milano, prestando nello stesso tempo servizio come prefetto prima presso il Collegio San Carlo e poi presso il Collegio San Martino di San Pietro Martire.
Il 1º giugno 1901, a 22 anni, fu ordinato sacerdote nel Duomo di Milano da Andrea Ferrari, all'epoca cardinale ed arcivescovo di Milano. 
A partire dall'anno scolastico 1901-1902, fu inviato al Collegio arcivescovile di Arona, insegnando religione e ricoprendo il ruolo di secondo vice-rettore. Il 2 dicembre 1902, emise il voto di oblazione tra gli Oblati dei Santi Ambrogio e Carlo. Fra il 1909 ed il 1913, fu sempre insegnante di religione e vice-rettore al seminario ginnasiale minore di Seveso; nell'insegnamento, s'ispirava apertamente al metodo educativo preventivo di Giovanni Bosco. 
Nel 1913, il cardinal Ferrari lo nominò canonico teologo della basilica prepositurale di San Vittore a Varese.
Nel 1914 divenne cofondatore e redattore del giornale varesino Luce! e nel 1915 ne divenne direttore. Nel 1918, per la stampa del suo giornale, fondò la Tipografia Arcivescovile dell'Addolorata. Guidò così il settimanale per 37 anni, dando ad esso un'aperta e moderna impostazione, illuminata dalla sua alta concezione dei doveri del giornalismo cattolico. 
In questi anni, svolse contemporaneamente anche attività pastorali, occupandosi della formazione del laicato cattolico, in particolare quello femminile. Promosse, inoltre, l'organizzazione sindacale dei lavoratori della terra, creando l'"Ufficio del lavoro" e la "Lega Femminile del Lavoro" per l'assistenza e la difesa delle donne operaie. Nel 1923 fondò il Comitato varesino per il Trasporto Ammalati a Lourdes e, nello stesso anno, fonda anche l'associazione Santa Zita a favore delle collaboratrici ecclesiastiche. Nel 1926 fu chiamato a risanare la gestione economica del quotidiano cattolico L'Italia.
Nel 1934, mediante i proventi ereditati dal padre, acquistò uno stabile a Varese al fine di aprire un alloggio per l'assistenza ed il collocamento delle domestiche, dedicandolo a San Giuseppe; per sostenere in maniera adeguata le ospiti della Casa San Giuseppe, nel 1935, diede inizio alla Pia Unione delle Ancelle di San Giuseppe.
Nel 1941 Alfredo Ildefonso Schuster, cardinale arcivescovo di Milano, approvò le Norme Spirituali della "Pia Unione". Nel 1942 fu nominato prelato domestico di Sua Santità. Durante la Seconda guerra mondiale si prodigò per sostenere gli ebrei perseguitati; nel periodo post-bellico, si fece interprete dei problemi legati alla rinascita ed allo sviluppo economico, prendendosi cura delle povertà emergenti. Continuò ad occuparsi delle ragazze che dalle campagne si recavano in città per cercare lavoro, attraverso i centri d'accoglienza in precedenza fondati.
Nel 1952 venne colpito da trombosi cerebrale, che gli paralizzò la parte destra; nonostante la sofferenza e l'immobilità, continuò ad accompagnare e sostenere le "Ancelle di San Giuseppe" fino alla morte, avvenuta a Varese il 5 febbraio 1957. Il comune di Varese gli ha intitolato una via. Il 22 giugno 2018 le sue spoglie vengono traslate nella basilica di San Vittore a Varese.

## Causa di canonizzazione
Il 18 gennaio 1991, inizia il suo processo di canonizzazione; la fase diocesana si conclude il 23 marzo 1994, per poi proseguire presso la Congregazione dei Santi a Roma. L'11 dicembre 2019, papa Francesco, in presenza del cardinal Giovanni Angelo Becciu, autorizzò la pubblicazione del decreto riguardante le virtù eroiche di Carlo Sonzini.